# أندريه جينجريتش
أندرو جينجريتش (من مواليد 12 سبتمبر 1952) هو عالم إثنولوجيا وأنثروبولوجيا نمساوي، وعضو في الأكاديمية النمساوية للعلوم، ومدير معهد الأنثروبولوجيا الاجتماعية التابع لأكاديمية العلوم النمساوية، وأستاذ متقاعد في جامعة فيينا.

## سيرته
عمل بين عامي 1998 و 2017 أستاذًا متفرغًا في معهد الأنثروبولوجيا الثقافية والاجتماعية بجامعة فيينا. ويشغل منذ عام 2003 منصب مدير معهد الأنثروبولوجيا الاجتماعية التابع لأكاديمية العلوم النمساوية (ÖAW).
حصل على درجة الدكتوراه (1979) في الأنثروبولوجيا الاجتماعية (مع دراسات في علم الاجتماع واللغة العربية وتاريخ الشرق الأوسط) عام 1990 في جامعة فيينا. 
وتركز أبحاثه على الأنثروبولوجيا وتاريخ جنوب غرب الجزيرة العربية ( المملكة العربية السعودية واليمن )، ونظريات ومناهج الأنثروبولوجيا، وتاريخ الأنثروبولوجيا،  الهوية الشخصية ، ودراسات النوع الاجتماعي، ونظرية العرق، والتناقضات، والعولمة، والقومية، والممارسة والسياسة. وله تجربة في العمل الميداني الإثنوغرافي والمقارنة بين الثقافات ودراسة المصادر العربية في التفسير الإثنولوجي والتاريخي. 
كان رئيسًا لمشروع Wittgenstein 2000 – الهويات المحلية والتأثيرات المحلية ( Wittgenstein 2000 – lokale Identitäten und überlokale Einflüsse ). 
وهو عضو أجنبي في الأكاديمية الملكية السويدية للعلوم (منذ عام 2007)، وعضو كامل في الأكاديمية النمساوية للعلوم،  وعضو مجلس إدارة جمعية المشرق النمساوية هامر-بورجستال. وكذا عضو في هيئة تحرير عدة مجلات محكّمة: Ethnos (السويد) و Focal (هولندا)؛ عضو مجلس استشاري في معهد ماكس بلانك للأنثروبولوجيا الاجتماعية (Halle/G) ومعهد فروبينيوس في جامعة جي دبليو جوته في فرانكفورت. 
يحمل جينجريتش الجنسيتين الأمريكية والنمساوية. وهو متزوج ولديه طفلان. 

## أعمال مختاره
- Südwestarabische Sternenkalender. Eine ethnologische Studie zu Struktur, Kontext und regionalem Vergleich des tribalen Agrarkalenders der Munebbih im Jemen. Wiener Beiträge zur Ethnologie und Anthropologie Bd. 7, Wien: WUV, 1994.
- Erkundungen. Themen der ethnologischen Forschung. Wien-Köln-Weimar: Böhlau, 1999.
- Grammars of Identity/Alterity: A Structural Approach (edited by, with Gerd Baumann). London: Berghahn, 2004.
- One Discipline, Four Ways: British, German, French, and American Anthropology (with Fredrik Barth, Robert Parkin & Sydel Silverman). The Halle Lectures. Chicago: University of Chicago Press, 2005.
- Neo-nationalism in Europe and Beyond. Perspectives from Social Anthropology (edited by, with Marcus Banks). Berghahn Books, 2006.
- Kulturen und Kriege: Transnationale Perspektiven der Anthropologie (with Thomas Fillitz & Lutz Musner). Freiburg i. Br.: Rombach, 2007.

## الجوائز
- جائزة فيتجنشتاين ، 2000
- Preis der Stadt Wien für Geisteswissenschaften, 2015

مصدر. 